# Macedónia do Norte no Festival Eurovisão da Canção Júnior
A Macedônia do Norte, anteriormente apresentada no concurso como Antiga República Jugoslava da Macedônia (ARJ Macedônia) estreiou em 2003. A Rádio Televisão da Macedônia (MRT) é responsável pela participação do país no concurso. A Macedônia do Norte participou de todas as competições, com exceção das competições de 2012, 2014 e 2020.

## História
A Macedônia do Norte estreou no concurso inaugural de 2003 em Copenhague, Dinamarca, representada pela música "Ti ne me poznavaš" interpretada por Marija e Viktorija. A música ficou em 12º lugar em um campo de 16 países.
O melhor desempenho do país no concurso foi o 5º lugar, alcançado duas vezes até à data – em 2007, quando a Macedónia do Norte foi representada pela música "Ding Ding Dong" interpretada por Rosica Kulakova e Dimitar Stojmenovski, e em 2008 com "Prati mi SMS" interpretada por Bobi Andonov. O MRT não participou em 2012 devido a problemas com o processo de votação no concurso e à falta de orçamento disponível para participação. No entanto, a Macedônia do Norte voltou à competição em 2013, realizada em Kiev, na Ucrânia.
A Macedônia do Norte não voltou à competição em 2014, mas voltou em 2015. MRT não participou do concurso de 2020 devido à pandemia de COVID-19, mas voltou ao concurso de 2021 na França.
Para o concurso de 2022, uma rodada de audições foi realizada em 23 de junho de 2022 nos estúdios MRT em Skopje. Os critérios de seleção foram qualidade vocal, artística e cênica. Em 29 de junho de 2022, foi revelado que Lara Trpčeska e Irina Dazidovska foram selecionadas como participantes macedônias pelo comitê. Embora originalmente não fizesse parte do ato, Jovan Jakimovski foi adicionado mais tarde depois que Lara e Irina foram selecionadas, e em 2 de novembro foi revelado o talento de Lara. Jovan e Irina representarão o país com a música "Životot e pred mene", escrita por Lara Trpčeska, Simon Trpčeski, Jovan Jakimovski e Darko Dimitrov. A música estreou em 3 de novembro de 2022 durante o programa MRT Dnevnik 2.
Para o concurso de 2023, uma rodada de audições foi realizada em 11 de maio de 2023 nos estúdios MRT em Skopje, e em 16 de maio de 2023, foi revelado que Tamara Grujeska, de 12 anos, havia sido selecionada como participante macedônia por o comitê. Sua entrada, "Kaži mi, kaži mi koj", foi lançada em 16 de outubro de 2023.

## Idiomas a concurso
| Idioma             | Vezes |
| ------------------ | ----- |
| Macedónio          | 12    |
| Macedónio & inglês | 6     |

## Participação
Legenda
     Vencedor
     2.º lugar
     3.º lugar
     Pontuação Nula ("Null Points")/Último Lugar
     Melhor classificação (fora do top 3)
     Qualificação para a final (fora do top 3)
     País-anfitrião
     Desclassificado
| #   | Ano              | Artista                            | Língua             | Canção | Tradução                                                                       | Lugar          | Pontos         |
| --- | ---------------- | ---------------------------------- | ------------------ | --- | ------------------------------------------------------------------------------ | -------------- | -------------- |
| 1º  | Copenhaga 2003   | Marija & Viktorija                 | Macedónio          | "Ti ne me poznavaš" (Ти не ме познаваш) C & L:Irena Galabovska                                                                  | Tu não me conheces                                                             | 12º            | 19             |
| 2º  | Lillehammer 2004 | Martina Smiljanovska               | Macedónio          | "Zabava" (Забава) C & L:Martina Siljanovska                                                                                     | Divertido                                                                      | 7º             | 64             |
| 3º  | Hasselt 2005     | Denis Dimoski                      | Macedónio          | "Rodendeski baknez" (Родендески бакнеж) C & L:Stefan Krstevski                                                                  | Beijo de Aniversario                                                           | 8º             | 68             |
| 4º  | Bucareste 2006   | Zana Aliu                          | Macedónio          | "Vljubena" (Вљубена) C & L:Zana Aliu                                                                                            | Apaixonado                                                                     | 15º            | 14             |
| 5º  | Roterdão 2007    | Rosica & Dimitar                   | Macedónio          | "Ding ding dong" (Динг Динг Донг) C & L:Dimitar Stojmenovski & Rosica Kulakova                                                  | "Ding ding dong" (Динг Динг Донг) C & L:Dimitar Stojmenovski & Rosica Kulakova | 5º             | 111            |
| 6º  | Limassol 2008    | Bobi Andonov                       | Macedónio          | "Prati mi SMS" (Прати ми СМС) C & L:Bobi Andonov                                                                                | Envia-me SMS                                                                   | 5º             | 93             |
| 7º  | Kiev 2009        | Sara Markovska                     | Macedónio          | "Za ljubovta" (За љубовта) C & L:Sara Markoska                                                                                  | Por amor                                                                       | 12º            | 31             |
| 8º  | Minsk 2010       | Anja Veterova                      | Macedónio          | "Eooo, Eooo" C & L:Anja Veterova                                                                                                | "Eooo, Eooo" C & L:Anja Veterova                                               | 12º            | 38             |
| 9º  | Erevã 2011       | Dorijan Dlaka                      | Macedónio          | "Žimi ovoj frak" (Жими овој фрак) C & L: Dorijan Dlaka                                                                          | Juro Por Este Fraque                                                           | 12º            | 31             |
|     | Amesterdão 2012  | Não participou                     | Não participou     | Não participou | Não participou                                                                 | Não participou | Não participou |
| 10º | Kiev 2013        | Barbara Popović                    | Macedónio          | "Ohrid i muzika" (Охрид и музика) C & L: Barbara Popović                                                                        | Ohrid e música                                                                 | 12º            | 19             |
|     | Marsa 2014       | Não participou                     | Não participou     | Não participou | Não participou                                                                 | Não participou | Não participou |
| 11º | Sófia 2015       | Ivana & Magdalena                  | Macedónio          | "Pletenka – Braid of Love" (Плетенка) C: Magdalena Aleksovska L: Ivana Petkovska                                                | Trançado- Trança de Amor                                                       | 17º            | 26             |
| 12º | Valeta 2016      | Martija Stanojković                | Macedónio & Inglês | "Love Will Lead Our Way (Ljubovta ne vodi)" (Љубовта не води) C: Aleksandar Masevski L: Aleksandar Masevski, Marija Stanojkovic | O amor nos guiará                                                              | 12º            | 41             |
| 13º | Tbilisi 2017     | Mina Blažev                        | Macedónio & Inglês | "Dancing Through Life" C & L: Aleksandar Masevski                                                                               | Dançando pela vida                                                             | 12º            | 69             |
| 14º | Minsk 2018       | Marija Spasovska                   | Macedónio          | "Doma" (Дома) C: Darko Dimitrov L: Darko Dimitrov, Elena Risteska                                                               | Em casa                                                                        | 12º            | 99             |
| 15º | Gliwice 2019     | Mila Morskov                       | Macedónio & Inglês | "Fire" C: Lazar Cvetkoski L: Magdalena Cvetkoska                                                                                | Fogo                                                                           | 6º             | 150            |
|     | Varsóvia 2020    | Não participou                     | Não participou     | Não participou | Não participou                                                                 | Não participou | Não participou |
| 16º | Paris 2021       | Dajte Muzika                       | Macedónio & Inglês | "Green Forces" C: Robert Bilbilov L: Robin Zimbakov                                                                             | Forças Verdes                                                                  | 9°             | 114            |
| 17º | Erevã 2022       | Lara feat. Jovan and Irina         | Macedónio & Inglês | "Životot e pred mene" (Животот е пред мене) C: Darko Dimitrov, Simon Trpcheski L: Jovan Trpcheski, Lara Trpcheska               | A vida está à minha frente                                                     | 14º            | 54             |
| 18º | Nice 2023        | Tamara Grujeska                    | Macedónio & Inglês | "Kaži mi, kaži mi koj" (Кажи ми, кажи ми кој) C: Robert Bilbilov L: Kosta Petrov, Robert Bilbilov                               | Diga-me, diga-me quem                                                          | 12º            | 76             |
| 19º | Madrid 2024      | Ana Vanchevska & Aleksej Ivanovski | Macedónio & Inglês | "Marathon" C: Lazar Cvetkoski L: Magdalena Cvetkoska                                                                            | Maratona                                                                       |                |                |

## Comentadores e porta-vozes
| Ano(s) | Comentador                            | Porta-voz              | Ref.          |
| ------ | ------------------------------------- | ---------------------- | ------------- |
| 2003   | Milanka Rašik                         | Geel Ke                |               |
| 2004   | Milanka Rašik                         | Filip                  |               |
| 2005   | Milanka Rašik                         | Vase Dokovski          |               |
| 2006   | Milanka Rašik                         | Denis Dimoski          |               |
| 2007   | Milanka Rašik                         | Mila Zafirović         |               |
| 2008   | Ivona Bogoevska                       | Marija Zafirovska      |               |
| 2009   | Dime Dimitrovski                      | Jovana Krstevska       |               |
| 2010   | Toni Drenkovski and Monika Todorovska | Sara Markoska          |               |
| 2011   | Elizabeta Cebova                      | Anja Veterova          |               |
| 2012   | Sem transmissão                       | Não participou         |               |
| 2013   | Tina Tautovic and Spasija Veljanoska  | Sofija Spasenoska      |               |
| 2014   | Sem transmissão                       | Não participou         |               |
| 2015   | Tina Tautovic and Spasija Veljanoska  | Aleksandrija Čaliovski |               |
| 2016   | Eli Tanaskovska                       | Antonija Dimitrijevska |               |
| 2017   | Eli Tanaskovska                       | Kjara Blažev           |               |
| 2018   | Eli Tanaskovska                       | Arina Pekhtereva       |               |
| 2019   | Eli Tanaskovska                       | Magdalena              | [ 17 ]        |
| 2020   | Eli Tanaskovska                       | Não participou         | [ 18 ] [ 19 ] |
| 2021   | Eli Tanaskovska                       | Fendi                  | [ 20 ]        |
| 2022   | Eli Tanaskovska                       | Mariam Mamadashvili    | [ 21 ]        |
| 2023   | Eli Tanaskovska                       | Sofya Lyubinskaya      | [ 22 ]        |